# Futebol Clube do Porto 2020-2021 (hockey su pista)
Questa voce raccoglie le informazioni riguardanti il Futebol Clube do Porto nelle competizioni ufficiali della stagione 2020-2021.

## Maglie e sponsor
| 1ª divisa | 2ª divisa |

## Organico

### Giocatori
| N° | Naz.                  | Ruolo | Sportivo                 |  |  |  |
| -- | --------------------- | ----- | ------------------------ |  |  |  |
| 1  | Spagna (bandiera)     | P     | Xavier Malián            |  |  |  |
| 7  | Italia (bandiera)     | E     | Giulio Cocco             |  |  |  |
| 8  | Argentina (bandiera)  | E     | Ezequiel Mena            |  |  |  |
| 9  | Portogallo (bandiera) | E     | José Soares Costa        |  |  |  |
| 18 | Portogallo (bandiera) | E     | Daniel do Carmo Oliveira |  |  |  |
| 19 | Francia (bandiera)    | E     | Carlo Di Benedetto       |  |  |  |
| 26 | Spagna (bandiera)     | E     | Xavi Barroso             |  |  |  |
| 57 | Argentina (bandiera)  | E     | Reinaldo García Mallea   |  |  |  |
| 77 | Portogallo (bandiera) | E     | Gonçalo Alves            |  |  |  |
| 82 | Portogallo (bandiera) | P     | Tiago Rodrigues          |  |  |  |

### Staff tecnico
- Allenatore:  Guillem Cabestany